# Manato Kudō
Manato Kudō (japanisch 工藤 真人 Kudō Manato; * 7. Mai 2001 in der Präfektur Aomori) ist ein japanischer Fußballspieler.

## Karriere
Kudō erlernte das Fußballspielen in der Schulmannschaft der Nakaibayashi Secundary School, den Jugendmannschaften vom Wins FC und Vegalta Sendai sowie in der Mannschaft des Biwako Seikei Sport College. Seinen ersten Vertrag unterschrieb er am 1. Februar 2024 bei seinem Jugendverein Vegalta Sendai. Der Verein aus Sendai spielte in der zweiten Liga des Landes, der J2 League. Am 1. Februar 2025 wechselte er auf Leihbasis zum Drittligisten Kōchi United SC.